# シム・ウナ

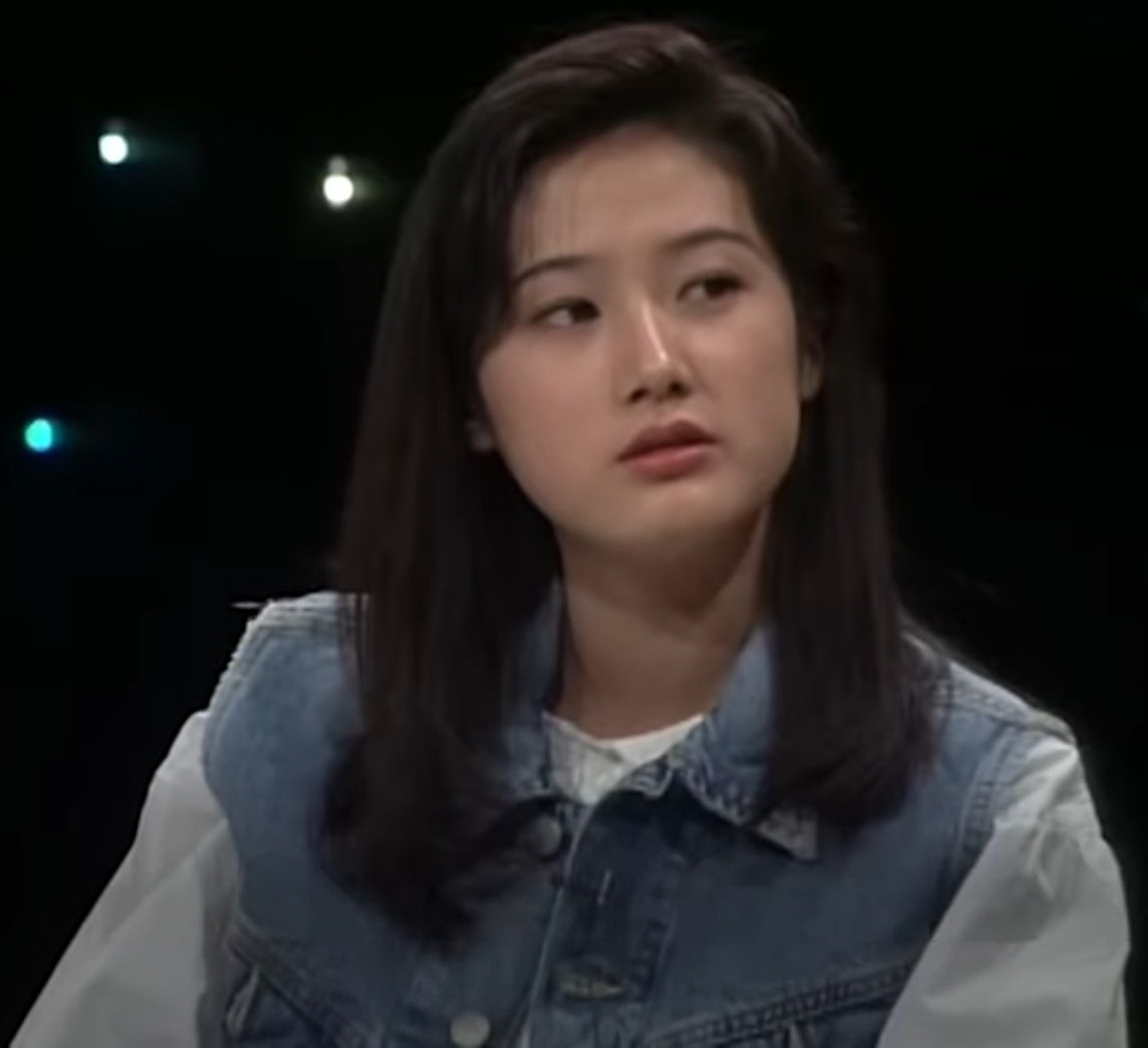
シム・ウナ

シム・ウナ（심은하、沈 銀河、1972年9月23日 - ）は韓国の女優。京畿道城南市出身。

## 来歴
1993年にMBCタレント第22期としてテレビドラマでデビュー。
映画は1995年の『サランヘヨ あなたに逢いたくて』が初出演で、大鐘賞新人女優賞を受賞した。日本では青龍賞女優主演賞を受賞した1998年のホ・ジノ監督作品『八月のクリスマス』でヒロインを演じたことで広く知られるようになった。以後、大鐘賞主演女優賞を受賞した『美術館の隣の動物園』（1998年）、『カル』（1999年）、『Interview インタビュー』（2000年）などに出演。
2001年に芸能界を引退すると宣言し、以後映画やテレビへは登場していない。
2005年10月に7歳年長の大学教授である池尚昱と結婚した。

## 出演

### 映画
- サランヘヨ あなたに逢いたくて（1995年）
- ボーン・トゥ・キル（1996年）
- 八月のクリスマス（1998年）
- 美術館の隣の動物園（1998年）
- イ・ジェスの乱（1999年）
- カル（1999年）
- Interview インタビュー（2000年）

### ドラマ
- ファイナル・ジャンプ（1994年、MBC) - チョン・タスル役
- M（1994年、MBC） - パク・マリ役
- 小さな泥棒（1994年、MBC）
- 早瀬（1995年、MBC）
- スッキ（1995年、MBC）
- 恋愛世代（1996年、MBC） - チャ・ヘギョン役
- 愛しているなら（1996年-1997年、MBC） - キム・ヨンヒ役
- 美しい彼女（1997年、SBS） - ユ・ソニョン役
- 白夜（1998年、SBS） - アナスターシャ役
- 青春の罠（1999年、SBS） - ソ・ユニ役